# フローレンス (アラバマ州)
フローレンス（Florence）は、アメリカ合衆国アラバマ州北西端に位置する都市。ローダーデール郡の郡庁所在地である。人口は4万0184人（2020年）。州北西部における経済、交通、教育、および文化の中心。ノースアラバマ大学が立地する学園都市である。

## 歴史
今日のローダーデール郡やフローレンス市があるアラバマ州北西部、テネシー河畔のこの丘陵地帯には、ヨーロッパ人の入植以前にはネイティブ・アメリカンのチカソー族が住み着いていた。19世紀初頭、連邦政府はチカソー族からこの地を買収し、サイプレス土地会社に売却した。1818年、サイプレス土地会社の共同経営者の1人であったジョン・コフィー将軍や、後に第7代大統領となったアンドリュー・ジャクソンらは、イタリア人技師フェルディナンド・サノナーにこの土地の測量を命じた。サノナーはこの地に創設された町に、自分の故郷であるフィレンツェにちなんで、フローレンスという名をつけた。1826年、フローレンスは町として正式に法人化された。
やがて町はゆっくりと、産業・宗教・文化の中心地として成長していった。しかし、南北戦争時には南北両軍が入れ代わり立ち代わり町を占拠し、フローレンスは戦場と化した。壊滅的な戦災を受けた町が復興に向かい始めたのは、1880年代中盤に入ってからのことで、終戦から20年の歳月が過ぎていた。
現在のフローレンス市中心部に建つ建物のほとんどは、町が復興し、地域産業が著しい発展を遂げた1880年代から1920年代に建てられたものである。市中心部のダウンタウン・フローレンス歴史地区は、1995年に国家歴史登録財に指定された。

## 地理

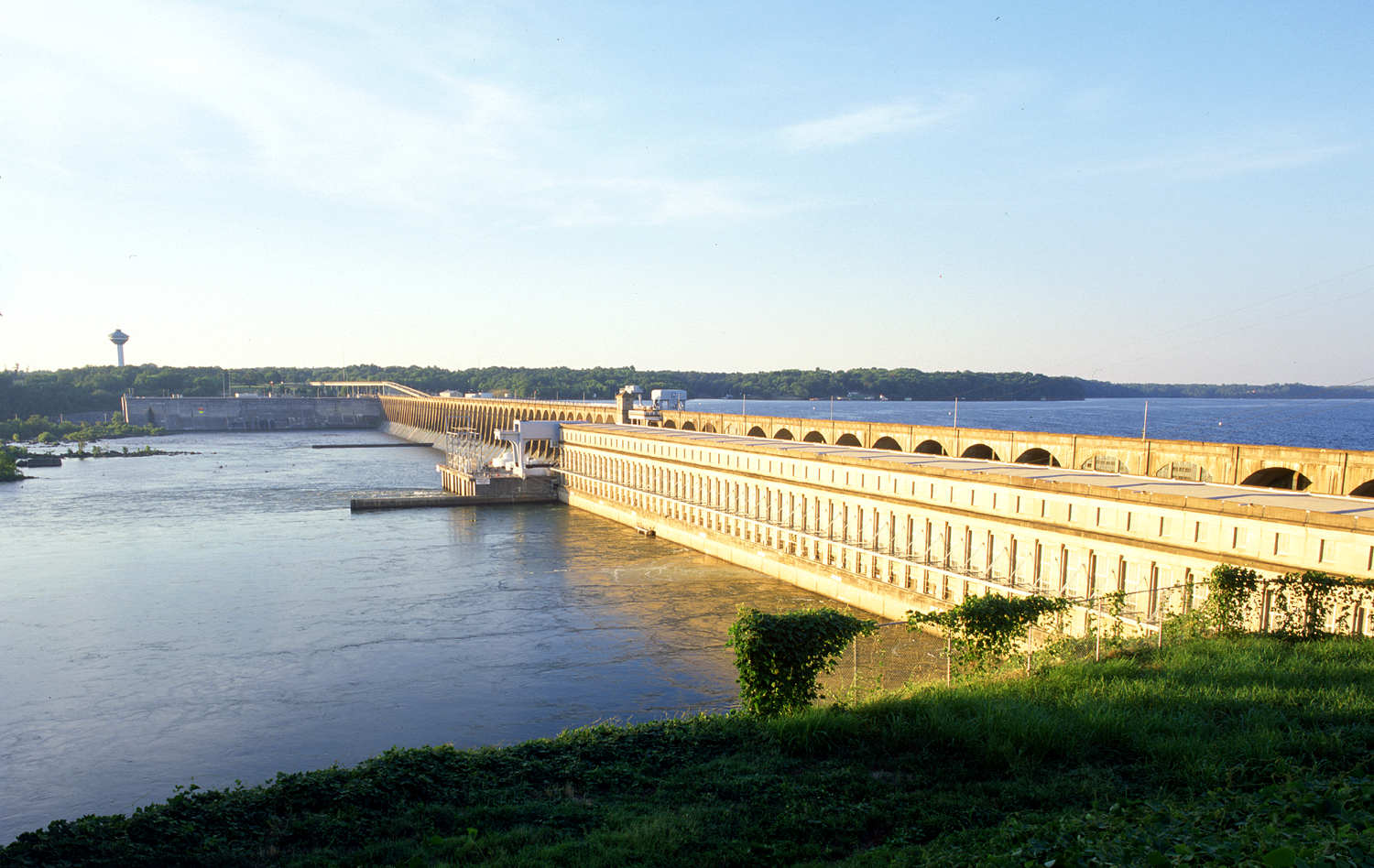
ウィルソン・ダム

フローレンスは北緯34度49分13秒 西経87度39分46秒 / 北緯34.82028度 西経87.66278度に位置している。テネシー州との州境からは南へ約25km、ミシシッピ州との州境からは西へ約50km、ハンツビルからは西へ約105km、バーミングハムからは北西へ約160kmに位置する。市の標高は167mである。
アメリカ合衆国国勢調査局によると、フローレンス市は総面積64.8km2（25.0mi2）である。このうち64.6km2（24.9mi2）が陸地で0.2km2（0.1mi2）が水域である。総面積の0.40%が水域になっている。
市はテネシー川の北岸に広がっている。市中心部の街路は概ね整然と区画されている。東西に通る通りは、コート・ストリートを境に西がW、東がEとなっている。一方、南北に通る通りは、テネシー・ストリートを境に北がN、南がSとなっている。
市の東部、ダウンタウンの上流には、テネシー川をせき止めて造られた人造湖、ウィルソン湖が水を湛えている。このウィルソン湖をせき止めているウィルソンダムは、1918年にマッスルショールズのニトロセルロース工場に電力を供給するために建設され、1933年にテネシー川流域開発公社が買収したもので、現在も同公社によって運営されている。

### 気候
フローレンスの気候は四季がはっきりしており、暑い夏と肌寒い冬、概ね過ごしやすい春・秋に特徴付けられる。最も暑い7月の平均気温は26℃、最高気温の平均は33℃で、日中は30℃を超える日が多い。最も寒い1月の平均気温は5℃、最低気温の平均は氷点下0.8℃で、月の半分は最低気温が氷点下に下がる。降水量は1年を通じほぼ一定で、月間75-150mm、年間約1,340mmである。冬季には月間3-4cm程度の降雪が見られ、年間降雪量は約12.7cmである。ケッペンの気候区分では、フローレンスはアメリカ合衆国東海岸や南部に広く分布している温暖湿潤気候（Cfa）に属する。
|               | 1月   | 2月   | 3月   | 4月   | 5月   | 6月   | 7月   | 8月  | 9月  | 10月 | 11月 | 12月  | 年      |
| ------------- | ----- | ----- | ----- | ----- | ----- | ----- | ----- | ---- | ---- | ---- | ---- | ----- | ------- |
| 平均気温（℃） | 5.0   | 5.6   | 10.6  | 15.6  | 20.0  | 23.9  | 25.6  | 25.0 | 22.8 | 15.6 | 10.0 | 5.6   | 15.0    |
| 降水量（mm）  | 127.0 | 127.0 | 154.9 | 121.9 | 109.2 | 111.8 | 116.8 | 99.1 | 81.3 | 73.7 | 91.4 | 127.0 | 1,341.1 |

## 政治

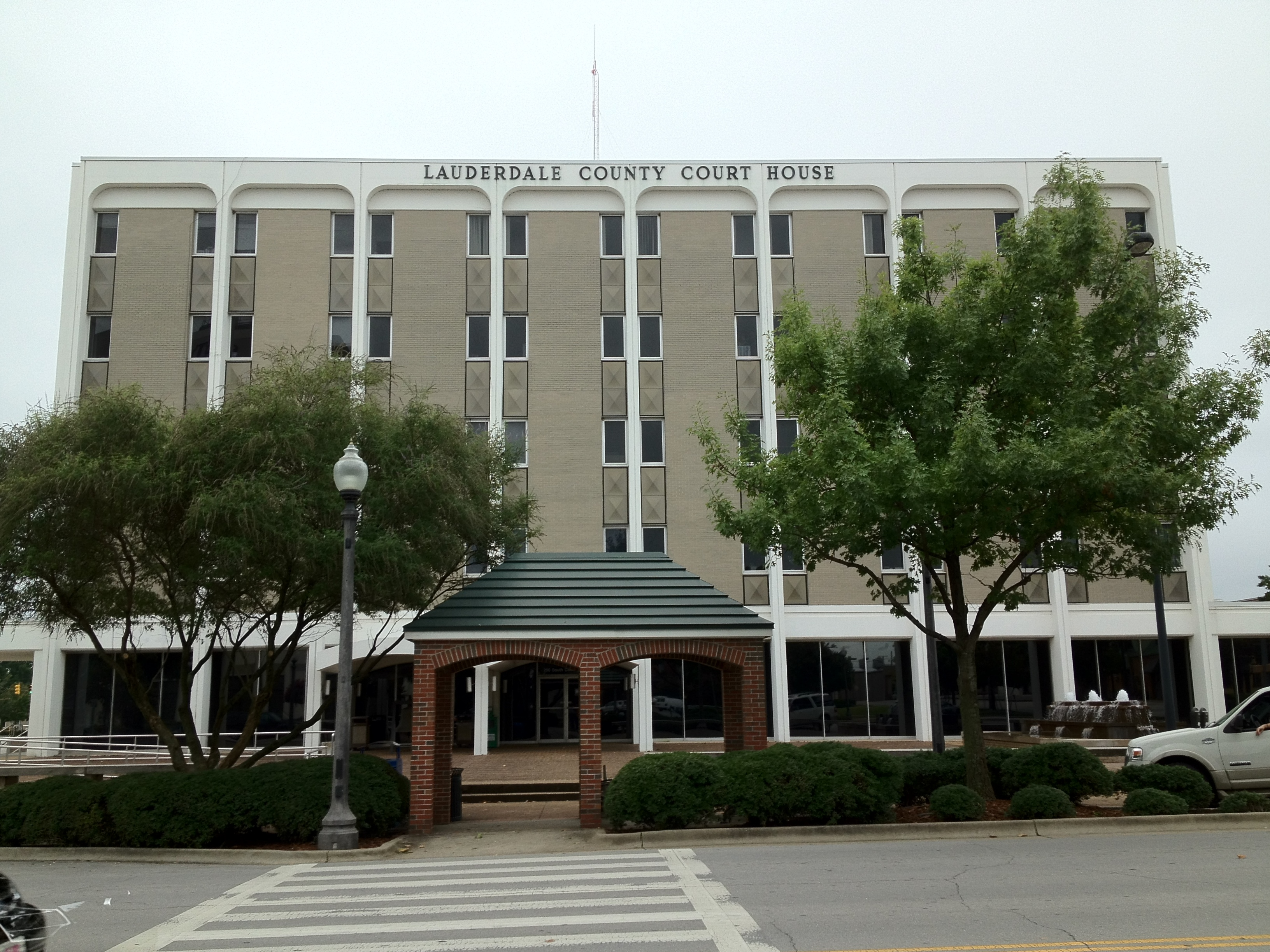
ローダーデール郡地方裁判所

フローレンスは市長制を採っている。市長は市の行政の最高責任者であると同時に、立法機関である市議会の長も務める。市長は全市からの投票で選出され、その任期は4年である。市議会は6人の議員からなっており、市を6つに分けた選挙区から1名ずつが選出される。
市の行政実務には、建築、墓地、土木、財務、人事、保健、情報技術、公園・レクリエーション、都市計画、購買、都市緑化の各局があたっている。また、特定の事案については、市政府、郡政府、および民間が共同で委員会を設置して、対応や運営にあたっている。

## 交通

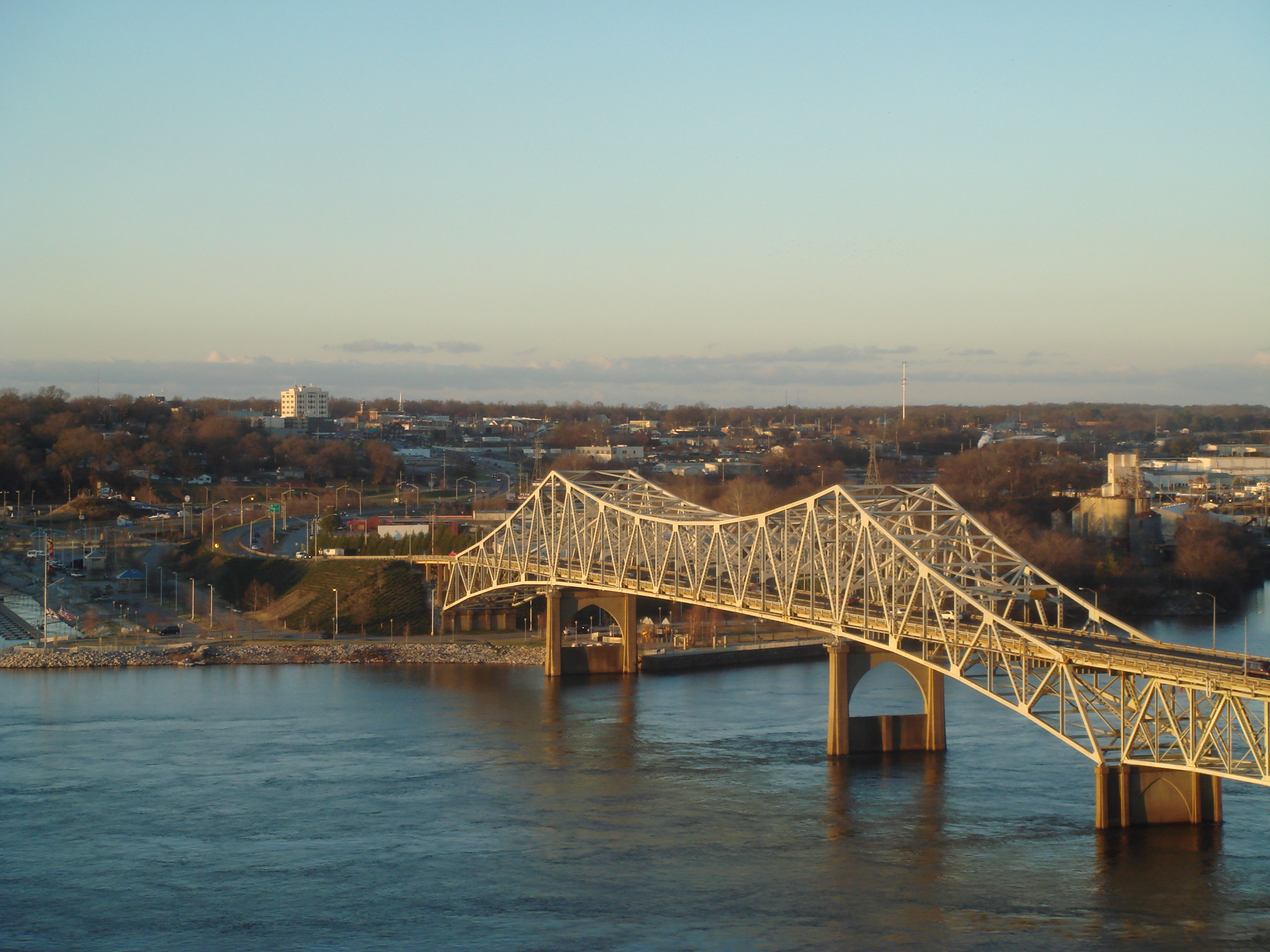
テネシー川にかかるオニール橋

フローレンスの玄関口となる商業空港は、市の中心部から南東へ約10km、マッスルショールズの東に立地するノースウェストアラバマ地域空港（IATA: MSL）である。しかし、この空港は規模が小さく、アトランタへのシルバー航空の便が1日2便（土日は1便）就航しているのみである。より規模が大きく、発着便数の多い空港としては、東へ約100km、車で1時間強のハンツビル国際空港（IATA: HSV）が最も近い。
フローレンスには州間高速道路は通っていないが、43号線と72号線の2本の国道が共用して市中心部を走り、オニール橋でテネシー川を渡っている。国道43号線はアラバマ州西部を南北に縦貫し、タスカルーサを経由してモービルへと通ずる。一方、国道72号線はメンフィスとチャタヌーガをミシシッピ・アラバマ両州北部を経由して結ぶ道路で、テネシー川の対岸を走る州道20号線（国道72号別線）と共に、フローレンスやザ・ショールズ地域をI-65本線、およびハンツビルへ通ずる支線I-565と結ぶ役割を果たしている。将来的には、I-565をディケーター以西、州道20号線に沿ってフローレンスまで延伸することが提唱されている。
フローレンスにはアムトラックの駅はないが、テネシー・サザン鉄道が通っており、専ら貨物輸送に用いられている。また、フローレンスにはテネシー川の河港が設けられている。フローレンス港はアラバマ州北西部およびテネシー州中南部の産業基盤となる港湾という位置づけになっており、フローレンス港湾局によって運営されている。

## 教育
ノースアラバマ大学は、フローレンス市中心部の北に約526,000m2のキャンパスを構えている。同学はもともとは1830年に、フローレンスの南東約25キロメートルのリートンに設立されたラグランジ大学を前身としている。1857年に軍事大学に移行すると、同学はやがて「南部のウェストポイント」と呼ばれるようになった。しかし南北戦争中の1863年、ラグランジ軍事大学は北軍の攻撃を受けて閉校となった。一方、1855年にラグランジ大学から分かれてフローレンスで開校したフローレンス・ウェズリアン大学は、南北戦争の終戦後、1879年にメソジスト教会から州に譲渡されて師範学校に移行し、1929年に4年制のフローレンス教員養成大学に、そして1957年にフローレンス州立大学として総合大学に移行し、その後も数回の校名変更を経て、1974年に現在のノースアラバマ大学となった。現在では、同学は文理、経営、教育、看護の4学部を有し、7,000人以上の学生を抱えている。
フローレンスにおけるK-12課程は、フローレンス市学区（Florence City Schools/FCS）の管轄下にある公立学校によって主に支えられている。同学区は小学校（1-6年生）3校、中学校（7-8年生）2校、および高校（10-12年生）1校を有している。9年生の教育にあたるフローレンス・フレッシュマン・センターは同学区の特徴的なシステムで、学業と教科外活動の両面で、中学校課程から高校課程への円滑な移行を目的として設置されている。

## 文化

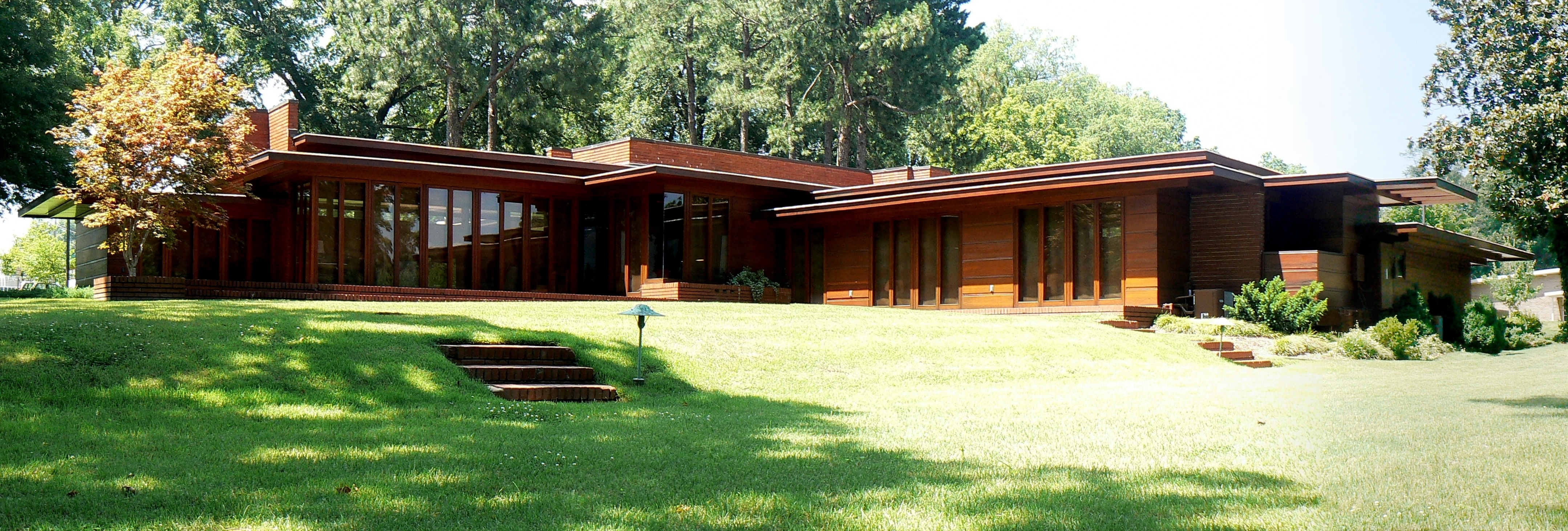
ローゼンバウム・ハウス

フローレンスはアラバマ州北西部における文化の中心地でもあり、文化施設が多く立地している。市中心部の北、北アラバマ大学のキャンパスの近くに立地するケネディ・ダグラス芸術センターはフローレンスにおける文化・芸術の中心的な施設で、南部の芸術家の作品をローテーションで展示する美術館のほか、ギャラリー、教育施設を兼ねており、コンサート会場としても利用されている。このケネディ・ダグラス芸術センターのすぐ近くに立地するポープス・タバーン博物館は、19世紀前半に建てられ、南北戦争中には野戦病院としての役割も果たしたかつての酒場兼宿屋を市が買い取り、博物館として一般に公開しているもので、地元の歴史や南北戦争に関する事物を展示している。市中心部の西に建つローゼンバウム・ハウスは、アラバマ州内で唯一のフランク・ロイド・ライトによる作品で、1939年にローゼンバウム夫妻の邸宅として建てられたユーソニアン・スタイルの建築物である。1999年に市はこの邸宅を買い取り、以後は博物館として一般に公開している。市中心部の南、オニール橋北詰の近くには、古代のネイティブ・アメリカンが住居として造ったとされる塚が残されている。併設する博物館には、10,000年以上前のネイティブ・アメリカンの遺物が展示されている。また、テネシー川の対岸、タスカンビアにはヘレン・ケラーの生家アイビー・グリーンが残され、敷地と共に博物館として一般に公開されている。
そして、フローレンスは「ブルースの父」、W・C・ハンディを生んだ地である。市中心部の西には、ハンディの記念館が建っており、楽器や楽譜などを展示した博物館および図書館となっている。また、毎年7月には、フローレンスではW・C・ハンディ音楽祭が開かれる。

## 人口動態

### 都市圏人口
フローレンスの都市圏、および広域都市圏を形成する各郡の人口は以下の通りである（2010年国勢調査）。
フローレンス・マッスルショールズ都市圏
| 郡               | 州         | 人口      |
| ---------------- | ---------- | --------- |
| ローダーデール郡 | アラバマ州 | 92,709人  |
| コルバート郡     | アラバマ州 | 54,428人  |
| 合計             | 合計       | 147,137人 |

### 市域人口推移
以下にフローレンス市における1850年から2010年までの人口推移をグラフおよび表で示す。
| 統計年 | 人口     |
| ------ | -------- |
| 1850年 | 892人    |
| 1860年 | 1,395人  |
| 1870年 | 2,003人  |
| 1880年 | 1,359人  |
| 1890年 | 6,012人  |
| 1900年 | 6,478人  |
| 1910年 | 6,689人  |
| 1920年 | 10,529人 |
| 1930年 | 11,729人 |
| 1940年 | 15,043人 |
| 1950年 | 23,879人 |
| 1960年 | 31,518人 |
| 1970年 | 34,031人 |
| 1980年 | 37,029人 |
| 1990年 | 36,426人 |
| 2000年 | 36,264人 |
| 2010年 | 39,319人 |

## 註
1. ↑  Act 95. "AN ACT to incorporate the town of Florence in the state of Alabama" Archived 2010年3月16日, at the Wayback Machine.. pp.70-73. General Assembly of Alabama. 1825年.
2. ↑  “Quickfacts.census.gov”. 2023年12月4日閲覧。
3. 1 2  A Brief History of Florence, Alabama. Downtown Florence Unlimited.
4. ↑  "City of Florence". Historical Markers. City of Florence.
5. ↑  "Downtown Florence Historic District". Historical Markers.
6. ↑  Ford, Gene A. National Register of Historic Places Registration Form - Downtown Florence Historic District, and attached photos. National Park Service. 1994年10月.
7. ↑  Wilson Reservoir. Tennessee Valley Authority.
8. 1 2  Historical Weather for Florence, Alabama, United States of America. Weatherbase.com.
9. ↑  Mayor Mickey Haddock. City of Florence.
10. ↑  City Council Distrit Maps. City of Florence.
11. ↑  City Departments. Ciy of Florence.
12. ↑  City Boards & Commissions. City of Florence.
13. ↑  Flight Schedule. Northwest Alabama Regional Airport Authority.
14. ↑  Driving directions from Florence, AL to Huntsville International Airport, Huntsville, AL. Yahoo!Map.
15. ↑  Delinski, Bernie. "Officials discussing I-565 spur to Shoals". TimesDaily. 2007年1月21日.
16. ↑  Home. Florence-Lauderdale County Port Authority.
17. ↑  LaGrange College. Colbert County Tourism.
18. ↑  Colleges. University of North Alabama.
19. ↑  Florence Freshman Center. Florence City Schools.
20. ↑  The Kennedy-Douglass Center for the Arts. City of Florence.
21. ↑  Pope's Tavern Museum. City of Florence.
22. ↑  The Rosenbaum House. Frank Lloyd Wright in Alabama. The Rosenbaum House.
23. ↑  Frank Lloyd Wright-Rosenbaum House. City of Florence.
24. ↑  Indian Mound and Museum. City of Florence.
25. ↑  Helen Keller Home, Ivy Green Grounds. Helen Keller Birthplace Foundation.
26. ↑  W. C. Handy Home, Museum & Library. City of Florence.
27. ↑  About Us. Music Preservation Society.
28. ↑  American FactFinder. U.S. Census Bureau. 2011年2月4日.